# Заславје
Заславје (блр. Заслаўе; рус. Заславль) је град у централној Белорусији у Минској области. Налази се на око 12 км северозападно од главног града земље Минска и део је административне јединице Мински рејон.
Према процени из 2012. у граду је живело 14.374 становника.

## Географија
Град лежи на месту где река Свислач улази у вештачко Заславско језеро на око 12 км северозападно од Минска. Кроз насеље пролази железничка пруга на релацији Минск—Маладзечна.
Град је део урбаног подручја Минска заједно са градовима Фанипаљ и Мачулишчи.

## Историја
Према средњовековним летописима Заславје је 985. основао кијевски кнез Владимир I Велики који је ту послао у изгнанство своју супругу и сина. Према његовом сину Изјаславу ново насеље је и доби име.
Током раног средњег века град је био центар тадашњег Заславског кнежевства. 
Године 1959. административно је уређен као варош Минског рејона, а службени статус града има од 14. августа 1985. године.

## Становништво
Према процени, у граду је 2012. живело 14.374 становника.
| 1979. | 1989.  | 1999.  | 2009.  | 2012.  |
| ----- | ------ | ------ | ------ | ------ |
| 8.437 | 10.438 | 10.438 | 14.202 | 14.374 |